# Самарій
Самарій — хімічний елемент з атомним номером 62, лантаноїд.

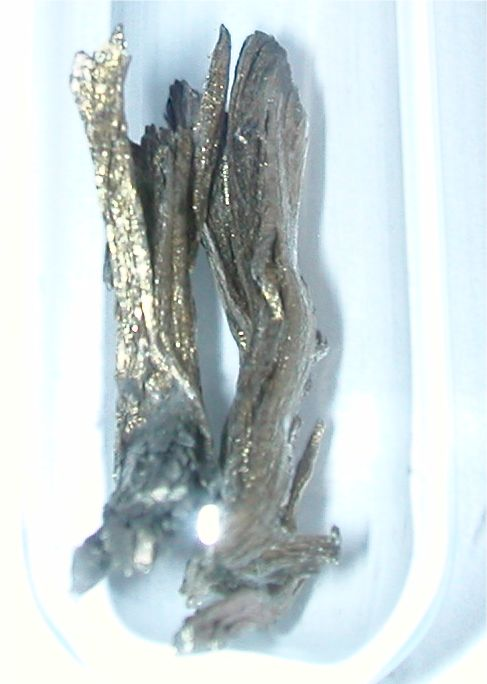
Самарій у ампулі в атмосфері аргону

Символ Sm, ат. н. 62; ат. м. 150,36. Сріблястий м'який метал. Рідкісноземельний елемент. Належить до лантаноїдів. Густина — 7536 кг/м³, tплав 1072 °C, tкип 1800 °C. Вміст самарію в земній корі 8•10−4 % (мас).
На повітрі стійкий, при кімнатній температурі реагує з водою, галогенами, HCl, HNO3, H2SO4.

## Історія
У 1853 році швейцарський хімік Жан Шарль Галісард Маріньяк виявив його за адсорбційними лініями у спектрі дідимоксиду.
У 1879 самарій виділив Лекок де Буабодран з мінералу самарськіту ((Y, Ce, U,Fe)3(Nb, Ta, Ti)5O16).
У 1878 швейцарський хімік Марк Делафонтен відкрив самарій теж у дідимоксиді і спочатку назвав його Деціум. У 1881 Делафонтен знаходить у ізольованому ним деціумі ще один елемент.
Лекок де Буабодран повторює спектроскопічно відкриття самарію зроблене Маріньяком у 1853, однак цього разу уже чистого елементу.
У 1901 році французький хімік Ежен Анатоль Демарсе зумів виділити два оксиди самарію.
У 1903 році німецький хімік Вільгельм Мутман добуває самарій електролізом.
Назва металу походить від мінералу самарськіту, що, в свою чергу, отримав назву на честь російського гірничого інспектора В. Е. Самарського-Биховця у 1847 році.

## Фізичні властивості
Нижче 1190 К кристалічна ґратка ромбоедрична (α-Sm) з періодом 0,8996 нм і кутом 23°13', вище — об'ємноцентрована кубічна (β-Sm) з періодом 0,407 нм.
Енергія іонізації — 5,6 електрон-вольт для першого електрону і 11,2 — для другого.
Модуль зсуву — 12,6 ГПа, модуль Юнга — 34,104 ГПа.
Температура Нееля для самарію — 14 К.
Питомий опір — 90×10−8 Ом·м, температурний коефіцієнт опору — 1,48×10−3 К−1..
У природі існує 6 стабільних ізотопів 144Sm (3,09 %), 148Sm (11,27 %), 149Sm (13,82 %), 150Sm (7,47 %). 152Sm (26,63 %), 154Sm (22,53 %) і один радіоактивний ізотоп l47Sm (15,07 %, з періодом напіврозпаду 130 млрд років, α-випромінювач).

## Хімічні властивості
Самарій повільно, а при температурі вище 150 °C активно реагує з киснем повітря з утворенням самарій (ІІІ) оксиду:
4Sm + 3O2 → 2 Sm2O3
Повільно реагує з водою, однак реакція пришвидшується при нагріванні з утворенням гідроксиду:
2Sm (тв) + 6 H2O (р) → 2 Sm(OH)3 (aq) + 3 H2 (г)
Самарій реагує з галогенами:
2Sm (тв) + 3F2 (г) → 2 SmF3 (тв) [сіль білого кольору ]
2Sm (тв) + 3Cl2 (г) → 2 SmCl3 (тв) [сіль жовтого кольору]
2Sm (тв) + 3Br2 (г) → 2 SmBr3 (тв) [сіль жовтого кольору ]
2Sm (тв) + 3I2 (г) → 2 SmI3 (тв) [сіль оранжевого кольору ]
Sm реагує з розбавленими кислотами з утворенням Sm(III) іона який забарвлює розчин у жовтий колір (існує як [Sm(OH2)9]3+ аквакомплекс)
2 Sm (тв) + 3 H2SO4 (aq) → 2 Sm3+ (aq) + 3 SO2−
4 (aq) + 3 H2 (г)
Самарій один з небагатьох рідкісноземельних металів, що може проявляти ступінь окислення +2. У водному розчині акваіони Sm2+ мають червоний колір.

## Розповсюдження
Кларк самарію у земній корі становить 0,0006 %, (вище ніж у олова) що робить його 41-м за розповсюдженістю елементом. У морській воді його масова частка складає лише 4,5×10−11%, а у Всесвіті — 5×10−7%.
Присутній у багатьох мінералах (бастнезит, гадолініт, лопарит, монацит, ортит, самарськіт і інш.). Джерело отримання самарію — рідкісноземельні мінерали, в яких самарій знаходиться спільно з іншими елементами церієвої групи. Самарій міститься в ґранітах, у середньому кожна тонна ґраніту містить 17,3 г самарію.
Значні поклади самарієвих руд існують у США, Китаї, Бразилії, Індії, Австралії і на Шрі-Ланці.

## Отримання
Одержують самарій лантанотермічним відновленням SmF3 з подальшою вакуумною дистиляцією.
Виходячи від мінералів бастнезит та монацит за допомогою іонного обміну або екстракції проходить відділення рідкісноземельних елементів. На останньому етапі відновлюють самарій із оксиду за допомогою лантану і закінчують процес сублімацією чистого самарію.
Концентрат, який містить Sm, Eu, Gd, Tb і деякі інші рідкісноземельні елементи, розділяють екстракцією, йонообмінною сорбцією або комбінованим методом з одночасним селективним відновленням Eu. Самарій з одержаних таким чином розчинів осаджують у вигляді карбонату або оксалату і прокалюють до Sm2O3.
Основний метод одержання металічного самарію — металотермічне відновлення Sm2O3 лантаном або мішметалом у вакуумі при 1600 °С. Використовують також карботермічний метод відновлення Sm2O3.

## Використання
У 2008 році у світі було використано 549 тонн самарію в перерахунку на оксид SmO. З них 399 було використано для виробництва батарейок — самарій використовується у нікель-метал-гідридних акумуляторах як матеріал для електродів, що здатні поглинати велику кількість водню.
Самарій додають до скла, яке застосовують для захисту від нейтронного випромінювання. Сполуки самарію застосовують у світлотехніці.
Інтерметалічні сполуки самарію з кобальтом SmCo5 і SmCo17 — сировина для сильних постійних магнітів. Керамічні матеріали, до складу яких входить оксид самарію, використовують як захисні матеріали в реакторобудуванні. Самарій і його сполуки — важливий для атомної енергетики: самарію властивий великий поперечний переріз захоплення теплових нейтронів — близько 6500 барн, що більше, ніж у бору і кадмію — традиційних матеріалів регулюючих стрижнів. Сполуки самарію — добавка-активатор до скла, здатного люмінесціювати (дає одиничні спалахи) і використовуються при дослідженнях інфрачервоного випромінювання в астрономії, для виявлення шкідливого радіоактивного випромінювання в ядерних лабораторіях. Самарій застосовують для активації оксидних катодів, у виробництві люмінофорів, синтетичних залізних гранатів, керамічних конденсаторів, каталізаторів, пігментів тощо.